# Hôtel de ville de Vichy
L'hôtel de ville de Vichy (Allier) a été construit entre 1913 et 1925 dans le style néo-Renaissance proche de celui de la mairie de Paris et a été inauguré en 1928. Il est inscrit au titre des monuments historiques.

## Historique
À la fin du XIXe siècle, se pose la question du déménagement de l'hôtel de ville : il est devenu trop petit et, situé dans le quartier thermal, il est éloigné du centre de la population vichyssoise. Ce bâtiment avait été construit sous l'impulsion et avec le financement de Napoléon III, qui venait en cure dans la station thermale et dont les séjours ont considérablement modifié l'aspect de la ville. Le bâtiment est finalement détruit en 1910 et le terrain vendu pour l'édification de l'hôtel Ruhl (renommé ensuite hôtel Radio, aujourd'hui une résidence privée, l'actuel Palais des Parcs). Les 506 000 francs de la vente doivent financer la construction du nouvel hôtel de ville. La mairie est alors hébergée provisoirement au Café du Grand Chalet (bâtiment aujourd'hui disparu), au 66 rue de Paris (à l'actuel emplacement de la place Louis-Lasteyras). La construction d'une nouvelle mairie est lancée en 1913 en lieu et place de la Bourse du travail, mais les travaux sont interrompus par la Première Guerre mondiale. Ils reprennent en 1921, sous le mandat de Louis Lasteyras et sont achevés en 1925. Ce nouvel hôtel de ville est du style « Mairie de Paris » comme plusieurs mairies construites en France à cette période. Il est l'œuvre des architectes vichyssois Antoine Chanet (1873-1964) et de son gendre Jean Liogier (1894-1969),. Si les services municipaux s'y installent dès avril 1925, il ne sera officiellement inauguré que le 23 septembre 1928 en présence d'Albert Sarraut, ministre de l'Intérieur,. 
Le commissariat de police de la ville occupait une partie du rez-de-chaussée de l'hôtel de ville. C'est là que le commissaire et résistant Marc Juge est arrêté par Hugo Geissler, le chef de la police allemande le 18 janvier 1944. Le commissariat déménage dans les années 1960 à son emplacement actuel, un hôtel particulier de la rue Victoria. 
L'hôtel de ville de Vichy est inscrit aux monuments historiques depuis le 10 septembre 1990 avec une protection de ses façades et toitures, de la salle des pas perdus, du grand vestibule avec son escalier d'honneur et ses vitraux — œuvres de Francis Chigot, —, de la galerie du premier étage, de la salle des fêtes, de la salle des mariages et de la salle du Conseil avec ses boiseries.

## Description

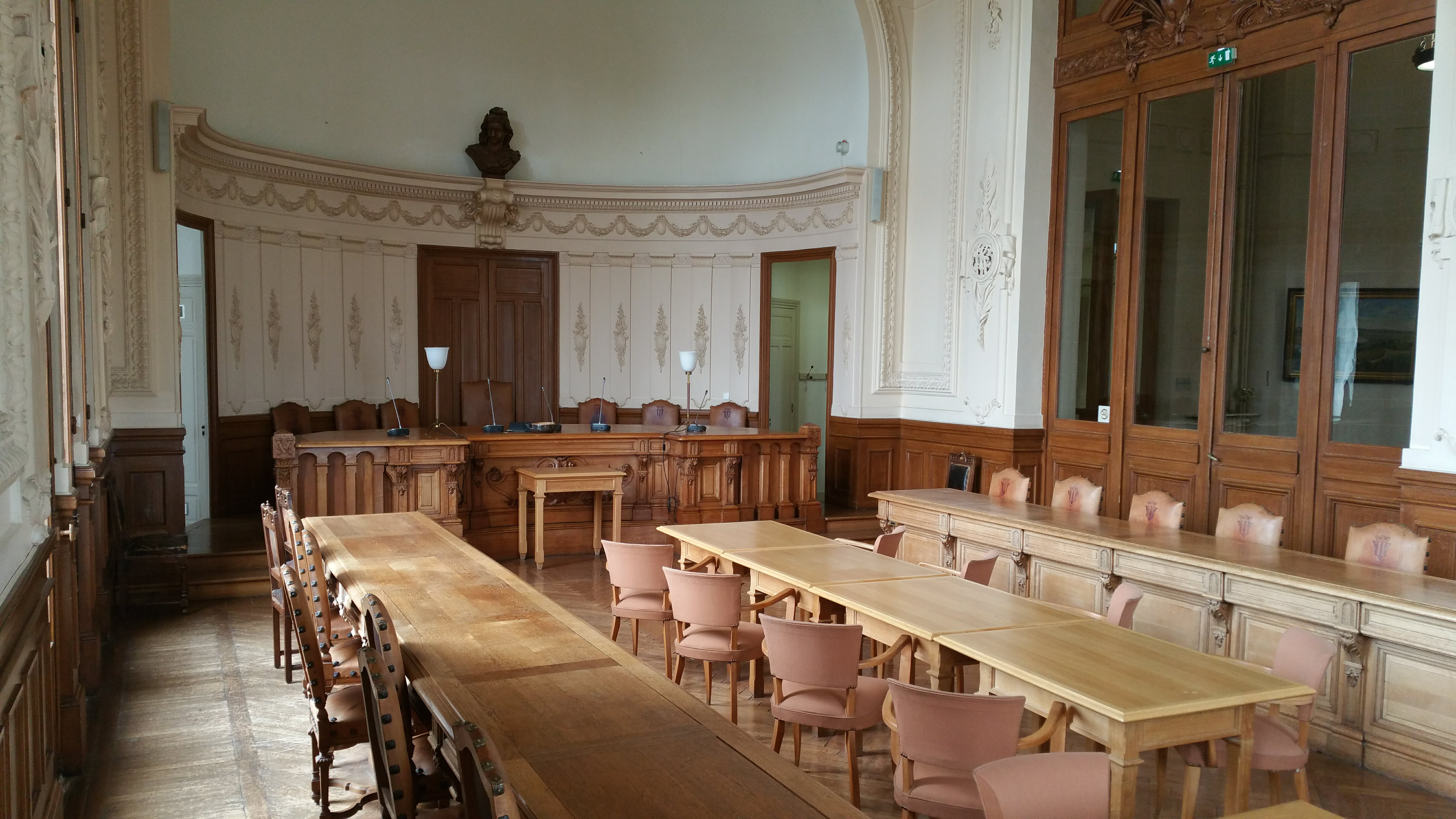
Salle du Conseil municipal.

Le bâtiment est de style néo-Renaissance proche de celui de la mairie de Paris sur trois étages dont un sous combles. Il est surmonté d'un petit belvédère culminant à 47 mètres de hauteur et orné de gargouilles représentant des saumons.
L'accès se fait par un grand escalier en façade couvrant la majeure partie du rez-de-chaussée et donnant accès au grand hall d'accueil du 1er étage.

## Œuvres exposées
L'hôtel de ville abrite plusieurs tableaux et œuvres d'art dont une grande partie vient de dons ou de legs de l'État ou de particuliers (dont la donation Lambert dans les années 1920),.
- Hall du premier étage :
  - Lied, d'Eugène Lomont[9] ;
  - une nature morte d'Antoine Vollon[9] ;
  - Paysage bourbonnais de Louis Neillot[9] ;
  - Jour de la visite de l'hôpital de Jean Geoffroy[9]

- Escalier :

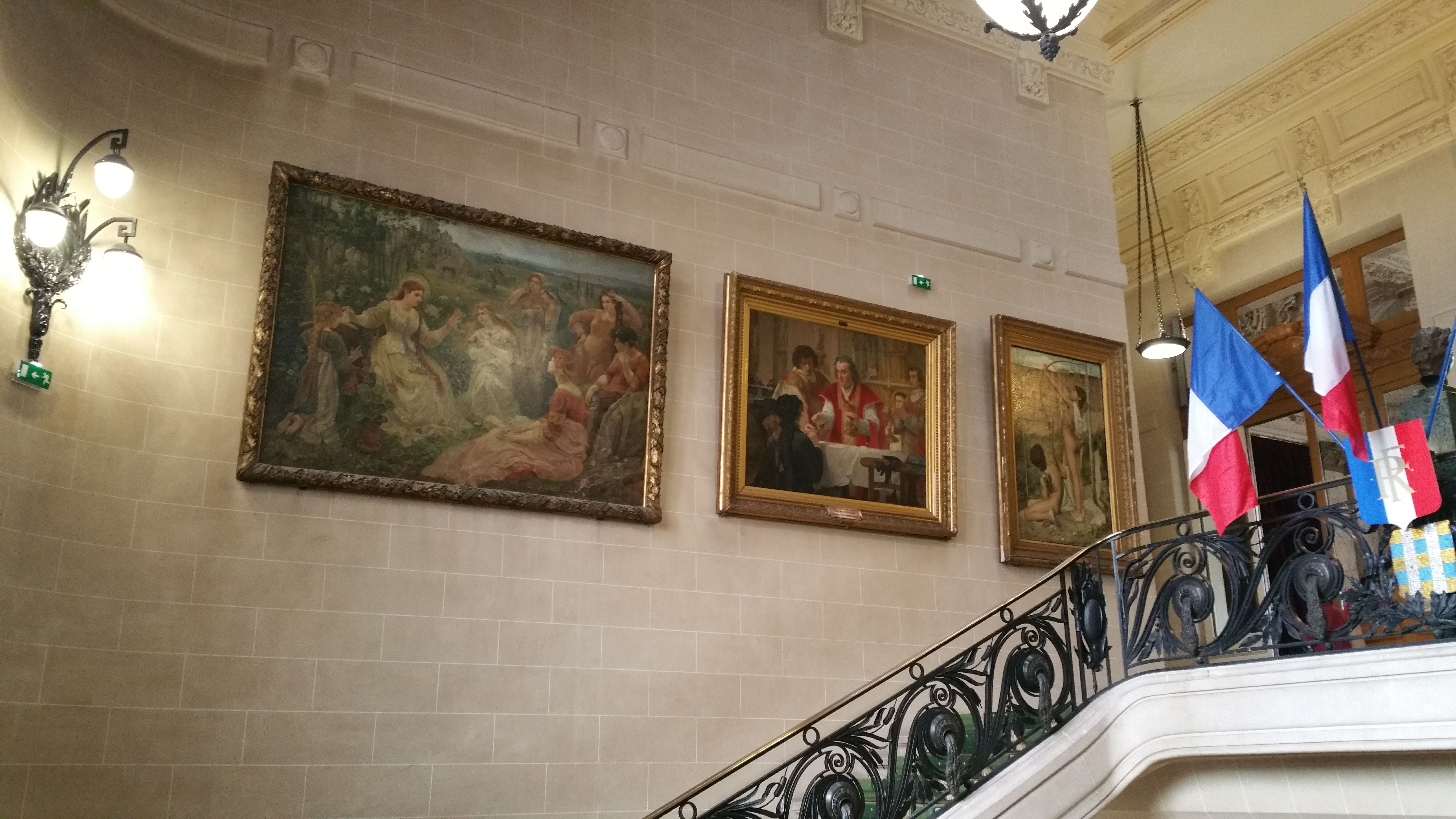
Œuvres dans l'escalier de l'hôtel de ville de Vichy avec de gauche à droite : Les Tireurs à l'arc de Fernand Pelez ;
Communion à Saint-Sulpice de Paul-Constant Soyer, donné par l'État en 1871 ; un tableau d'Adolphe Lalyre.

  - Buste en bronze sur colonne en marbre de Louis Lasteyras, ancien maire de la ville, œuvre du sculpteur Charles Henri Plas, qui a également réalisé le Monument aux morts de la ville (dans la cave des Archives municipales se trouve un autre buste en bronze de Louis Lasteyras[réf. nécessaire]) ;
  - La Pièce d'eau des Suisses d'Antoine-Félix Boisselier ;
  - Les Tireurs d'arc de Fernand Pelez ;
  - Communion à Saint-Sulpice de Paul-Constant Soyer, donné par l'État en 1871 ;
  - un tableau d'Adolphe Lalyre ;
  - Paysage du Pays basque de Léon Bonnat[9] ;
  - La Fille du passeur de Louis Adan[9] ;
  - Le Devoir, statue en plâtre de René de Saint-Marceaux offerte par sa veuve, Marguerite de Saint-Marceaux, pour l'inauguration de la mairie en 1928[Note 6].

- Salle des mariages :
  - Le Premier Accroc de Norbert Gœneutte[9] ;
  - Buste de Napoléon III par Jean-Auguste Barre (1852), dont une reproduction se trouve dans le parc homonyme de la ville[9].

## Hôtels de ville précédents
- De 1790 à 1801 : maison des Trois Piliers[10] (aujourd'hui détruite)[11], 7 rue d'Allier, dans le Vieux Vichy, ancien auditoire de justice, elle fut la toute première mairie de la ville[11]. Elle tenait son nom des trois piliers qui soutenaient son premier étage[11].
- De 1801 à 1822 :  Maison du Bailliage, aussi appelé Castel franc (1801-1822), orthographié alors Chastel franc[10]. La ville en était alors locataire.
- De 1822 à 1835 :  bâtiment au 1, source de l'Hôpital[10].
- De 1835 à 1865 : bâtiment à l'actuel emplacement de l'hôtel de Grignan[10], place de Sévigné dans le Vieux Vichy[Note 7].

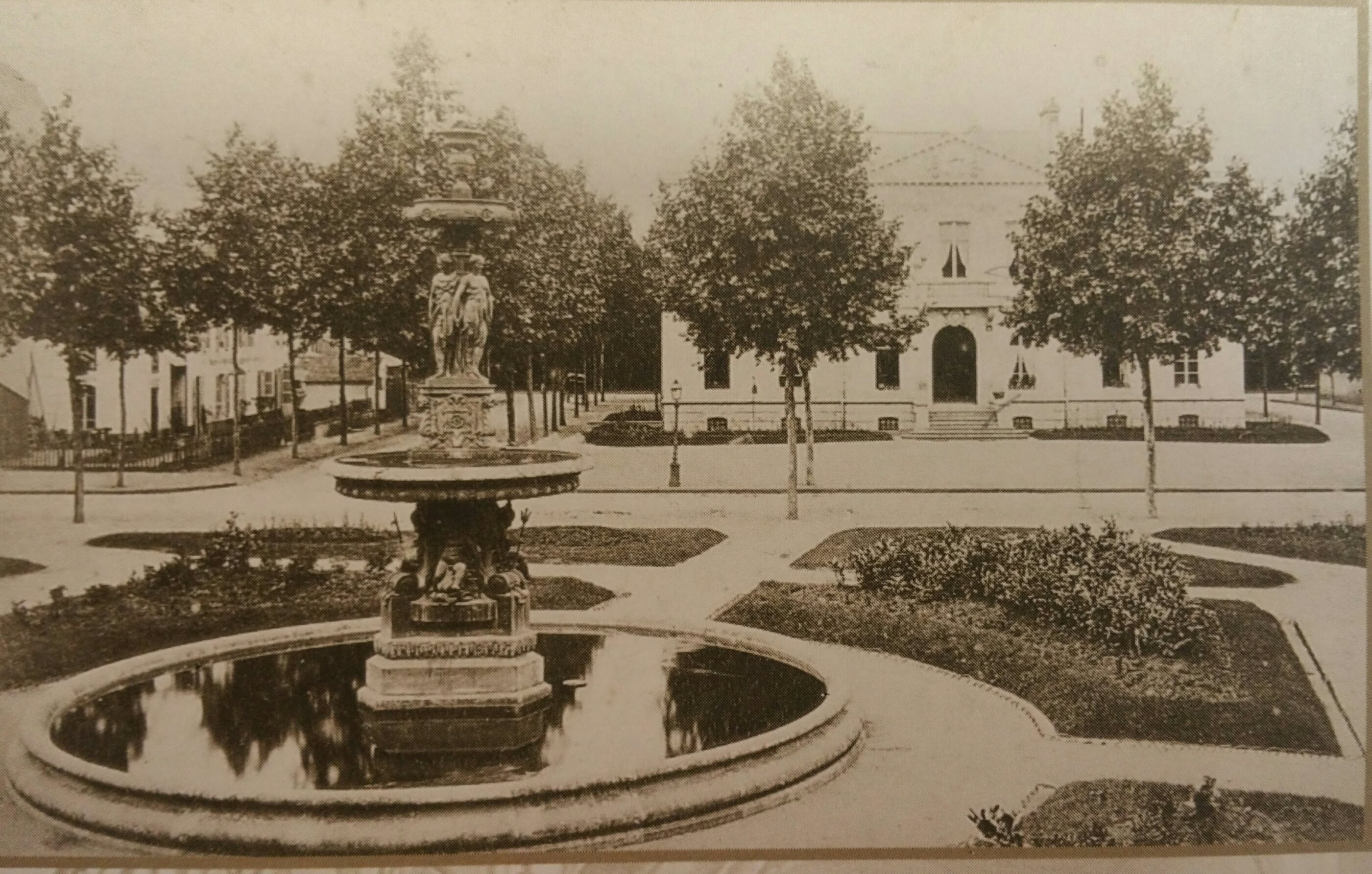
Ancienne place du Fatitot avec en arrière plan, l'ancienne mairie.

- De 1865 à 1910 : nouvel hôtel de ville construit sous l'impulsion de Napoléon III, place du Fatitot (actuel square du Général-Leclerc où se trouve le monument aux morts). Il allait servir de mairie pendant 45 ans, jusqu'en 1910. Il est détruit cette année-là pour permettre, à son emplacement, l'érection en 1912 de l'hôtel Ruhl, devenu hôtel Radio après la Première Guerre mondiale ; il sera transformé en résidence privée après la Seconde Guerre mondiale et nommé le Palais des Parcs.
- De 1910 à 1925 : Grand café du Chalet, un bâtiment en forme de chalet qui abritait auparavant un café-concert, « L'Eldorado »[3] et situé au 66, rue de Paris. Il servit de mairie provisoire jusqu'à l'installation dans la mairie actuelle[4] dont la construction prit beaucoup de retard du fait de la guerre. Ce bâtiment est choisi, parmi trois autres emplacements, pour sa localisation centrale et sa proximité de la gare[3]. La municipalité acquitte alors un loyer annuel de 5 000 F[3]. Le bâtiment fut détruit en 1971 et son emplacement constitue aujourd'hui une grande partie de la place Louis-Lasteyras[4].